# Crnogorska Enciklopedija
Crnogorska Enciklopedija (bivši Montenegrowiki), bio je projekt mrežne enciklopedije na crnogorskome jeziku, koji je postojao od 2006. do 2008. godine.

## Povijest
Projekt je 2006. godine pokrenula nevladina udruga "IT Association of Montenegro" (ITAM) pod nazivom Montenegrowiki kao probnu inačicu, sa svrhom pružanja temelja budućoj crnogorskoj Wikipediji.
Početkom prosinca 2008. godine Crnogorska Enciklopedija imala je 3.007 članaka. Poput Wikipedije, radovi su objavljivani pod uvjetima GNU Licence za slobodnu dokumentaciju. Njezini autori i webmajstori bili su Darko Bulatović ("suradnik: WikiSysop") i Damir Mustafić ("suradnik: Outlook"). Tijekom postojanja projekt je više puta bio žrtvom hakera iz Srbije.
Krajem 2008. godine projekt je zatvoren.

## Statistika
Najpopularniji članci (1. prosinca 2008. godine):
- Glavna stranica - (89.090 gledanja)
- Crna Gora - (13.491)
- Podgorica - (11.549)
- Kotor - (10.785)
- Spisak narodnih heroja - (8.399)
- Slaveni - (7.677)
- Tivat - (7.369)
- Hronologija Crne Gore - (6.877)
- Risan - (5.374)
- Nikšić - (5.310)

## Vanjske poveznice
- Glavna stranica Crnogorske Enciklopedije na Wayback Machine (crnog.)